# Besitzwille
Als Besitzwille wird der natürliche Wille (lat. animus, d. h. hier also die Sinngerichtetheit) einer Person bezeichnet, die Herrschaft über eine Sache zu erlangen und auszuüben.
Kommt der Besitz mehreren Personen gleichermaßen zu, entsteht Mitbesitz. Die bloße Mitbenützung einer Sache begründet keinen Mitbesitz, wenn die mitbenützende Person anstelle eigenen Besitzwillens den Alleinbesitz oder Mitbesitz anderer anerkennt.

## Entwicklung

### Vorklassisches römisches Recht
Im vorklassischen römischen Recht wurde der Besitz (possessio) als Faktum verstanden. Es reichte aus, dass jemand die tatsächliche Gewalt (corpus) über eine Sache hatte, damit er als deren Besitzer galt. Er konnte diesen Besitz selbst ausüben (Eigenbesitz) oder durch andere Personen (Besitzdiener) ausüben lassen (Fremdbesitz).
Um die tatsächliche Gewalt über die Sache zu erlangen, musste der Besitzer diese physisch ergreifen (bewegliche Sache) oder physisch betreten (unbewegliche Sache).

### Klassisches römisches Recht
Im klassischen römischen Recht sind für den Besitz mehrere Faktoren Voraussetzung, wobei verschiedene Arten von Besitz unterschieden werden:
- Possessio civilis[5]
- Possessio ad interdicta (Interdiktenbesitz)[6]
- Detentio (Innehabung)[7]

Nach klassischer Lehre wurde der Besitz durch Herstellung der Sachherrschaft (Gewalt) und dem Willen, die Sache zu beherrschen (corpore et animo) begründet.
Der Besitz geht nach klassischer Lehre verloren, wenn der Besitzer die Sachherrschaft freiwillig aufgibt (corpore et animo) oder unfreiwillig verliert (corpore) – so bei Abhandenkommen, Diebstahl. Besteht hingegen Aussicht auf Wiedererlangung der Sache, kann der Besitz auch nur mit dem Besitzwillen alleine (solo animo) aufrechterhalten werden.

### Nachklassisches römisches Recht und Justinian
In der nachklassischen Entwicklung des römischen Rechts wird der Besitzwille (animus domini) zum zentralen Element für den redlichen Besitz. Der Besitz wandelt sich vom Faktum und nähert sich einem Recht an.
Mit der spätantiken (Justinian) Entwicklung des Besitzes zum Rechtsinstitut, wird davon ausgegangen, dass es für die Aufrechterhaltung des Besitzes alleine ausreichend ist, den Besitzwillen (animus) aufrechtzuerhalten. Dies bedeutet in der Praxis, dass auch dann, wenn die körperliche Sachherrschaft verloren gegangen ist, der Besitzer den Besitz an der Sache nicht verliert.

## Weitere Entwicklung des Besitzwillens
Die weitere Entwicklung des Besitzwillens fußt weitgehend auf den römisch-rechtlichen Grundlagen und tendiert in zwei Richtungen:
- Besitz wird als Faktum verstanden (BGB Deutschland, ZGB Schweiz);
- Besitz wird als Recht verstanden (ABGB Österreich; ABGB und PGR Liechtenstein).

### Deutschland
§ 854 Abs. 1 BGB: „Der Besitz einer Sache wird durch die Erlangung der tatsächlichen Gewalt über die Sache erworben.“
Im deutschen Privatrecht ist Besitz die tatsächliche Herrschaft (Gewalt) über eine Sache. Dafür ist also nicht erforderlich, dass der Besitzer ein Recht zur Ausübung des Besitzes hat.
Nach herrschender Lehre und Rechtsprechung in Deutschland ist für die Erlangung des unmittelbaren Besitzes im Sinne von § 854 Abs. 1 BGB ein (zumindest konkludent vorliegender) Besitzbegründungswille erforderlich.
Der Besitz wird im Sinne von § 856 Abs. 1 BGB „dadurch beendigt, dass der Besitzer die tatsächliche Gewalt über die Sache aufgibt oder in anderer Weise verliert.“

### Österreich
§ 309 ABGB: „Wer eine Sache in seiner Macht oder Gewahrsame hat, heißt ihr Inhaber. Hat der Inhaber einer Sache den Willen, sie als die seinige zu behalten, so ist er ihr Besitzer.“
Besitzer ist nach dem ABGB z. B.:
- wer eine Sache für sich behält, weil er darauf einen Rechtsanspruch hat (z. B. der Eigentümer);
- wer vermeint, einen Rechtsanspruch auf die Sache zu haben (z. B. derjenige, der das Recht an eine Sache gutgläubig ersitzt, weil er meint, er sei der Eigentümer);
- wer eine Sache für sich behält (z. B. der Dieb, der untreue Geschäftspartner, der Hausbesetzer etc.).

Der Besitzwille ist nach dem österreichischen ABGB somit zwingende Voraussetzung für den Besitzerwerb und Besitzerhalt.

### Schweiz
Die grundsätzlichen Regelungen zum Besitz sind im schweizerischen Zivilgesetzbuch (ZGB) ähnlich wie im BGB zu finden. Art. 919 Abs. 1 ZGB normiert:
„Wer die tatsächliche Gewalt über eine Sache hat, ist ihr Besitzer.“
Nach einem Teil der schweizerischen Lehre zum ZGB wird der Besitzwille jedoch nicht gefordert. Besitz sei ein rein faktisches Verhältnis, dessen Vorliegen jeweils von der entsprechend vorhandenen Verkehrsanschauung abhänge. Es wird teilweise unter anderem davon ausgegangen, dass die „tatsächliche Gewalt“ den Willen bereits beinhalte und der Besitzwille kein eigenes Element des Besitzes sei.
Mit dieser Rechtsansicht folgt dieser Teil der schweizerischen Lehre dem ursprünglichsten Konzept des römischen Rechts.

### Liechtenstein
Der Besitzwille ist im liechtensteinischen Sachenrecht (SR) eine Voraussetzung für den Besitz an sich. Trotz der Aufhebung des § 309 ABGB fließen über den Art. 5 Abs. 1 SR die allgemeinen Regelungen des ABGB und des PGR in das SR und aus den noch bestehenden Regelungen, insbesondere des ABGB, kann die Notwendigkeit des Besitzwillens als notwendige Voraussetzung abgeleitet werden.